# بيل والاس (عسكري)
بيل والاس (بالإنجليزية: Bill Wallace)‏ هو عسكري أمريكي، ولد في 1924، وتوفي في 11 أغسطس 2012.